# آکادمی نظامی سلطنتی وولویچ
آکادمی نظامی سلطنتی وولویچ (انگلیسی: Royal Military Academy, Woolwich) دانشگاه نظامی وابسته به ارتش بریتانیا بود، که در سال ۱۷۴۱ تأسیس شد و در سال ۱۹۳۹ منحل گردید.
آکادمی نظامی سلطنتی وولویچ در وولیچ، در جنوب شرقی لندن، یک آکادمی نظامی نیروی زمینی بریتانیا برای آموزش افسران وظیفه توپخانه سلطنتی و سپاه مهندسین سلطنتی وجود داشت. بعدها افسران سپاه سلطنتی سیگنال و سایر سپاه‌های فنی نیز در این آکادمی آموزش دیدند. آر ام ای وولیچ معمولاً با نام "کارگاه" شناخته می‌شد زیرا اولین ساختمان آن یک کارگاه تبدیل شده به زرادخانه وولیچ بود.